# Tiểu luận
Tiểu luận nhìn chung là một văn bản ngắn dưới hình thức viết, thể hiện góc nhìn chủ quan của tác giả. Định nghĩa tiểu luận mơ hồ và có thể là một bài viết, một bức thư hay truyện ngắn. Cách trình bày bài tiểu luận thường theo hình thức và ngẫu hứng. Các bài tiểu luận theo hình thức sẽ có "chủ đề rõ ràng; văn phong khoa học; tổ chức, độ dài hợp lý", trong khi bài tiểu luận ngẫu hứng chủ yếu mang các "yếu tố cá nhân (quan điểm, sở thích, kinh nghiệm); văn phong, cấu trúc lan man; tính độc đáo hay thể hiện góc nhìn về một chủ đề bất kỳ", v.v..

## Tạp chí hoặc báo
Bài luận thường xuất hiện trên tạp chí, đặc biệt là những tạp chí mang tính trí tuệ cao như The Atlantic và Harpers. Các bài luận trên tạp chí và báo có nhiều kiểu, bao gồm bài luận miêu tả, bài luận tự sự, v.v. Một số tờ báo cũng đăng bài luận trong phần ý kiến của ban biên tập.

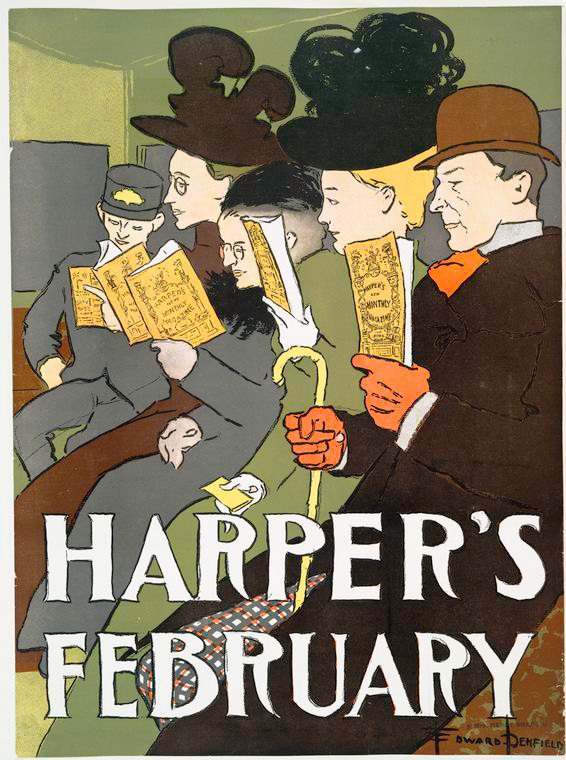
Bìa tạp chí Harpers năm 1895, một tạp chí của Mỹ in nhiều bài tiểu luận trong mỗi số.

## Học thuật
Bài luận là một phần quan trọng trong giáo dục chính thức ở các quốc gia như Hoa Kỳ và Vương quốc Anh. Học sinh trung học được dạy các định dạng bài luận có cấu trúc để cải thiện kỹ năng viết, và các bài luận thường được sử dụng để đánh giá mức độ thành thạo và hiểu bài của sinh viên. Ở bậc đại học, bài luận được sử dụng cho nhiều mục đích, bao gồm tuyển sinh, đánh giá học tập và nghiên cứu.